# Sacrifice (альбом Motörhead)
Sacrifice (с англ. — «Жертвоприношение») — двенадцатый студийный альбом британской рок-группы Motörhead, выпущенный 27 марта 1995 года.

## Об альбоме
Это второй диск группы, спродюсированный Ховардом Бенсоном; он стал первым за несколько лет продюсером, с которым группа сотрудничала длительное время. Также это последний альбом группы, записанный четырьмя участниками: после издания альбома группу покинет гитарист Мик «Würzel» Бёрстон, и Motörhead снова станет трио, как и в начале 80-х.
Данное издание является первым альбомом группы, ни одна из композиций которого не была издана синглом. Это вызвано прежде всего низким коммерческим успехом альбома.

## Список композиций
Авторами всех песен являются Лемми, Würzel, Фил Кэмпбелл и Микки Ди, кроме отмеченных
| №   | Название                | Автор(ы) | Длительность |
| --- | ----------------------- | -------- | ------------ |
| 1.  | «Sacrifice»             |          | 3:16         |
| 2.  | «Sex & Death»           |          | 2:02         |
| 3.  | «Over Your Shoulder»    |          | 3:17         |
| 4.  | «War for War»           |          | 3:08         |
| 5.  | «Order/Fade to Black»   |          | 4:02         |
| 6.  | «Dog-Face Boy»          |          | 3:25         |
| 7.  | «All Gone to Hell»      |          | 3:41         |
| 8.  | «Make 'em Blind»        | Лемми    | 4:25         |
| 9.  | «Don't Waste Your Time» | Лемми    | 2:32         |
| 10. | «In Another Time»       |          | 3:09         |
| 11. | «Out of the Sun»        |          | 3:43         |

## Участники записи
Motörhead
- Иэн Фрэйзер «Лемми» Килмистер — бас-гитара, вокал
- Фил Кэмпбелл — соло-гитара
- Мик «Würzel» Бёрстон — соло-гитара
- Микки Ди — ударные

А также
- Билл Бергман — саксофон в «Don’t Waste Your Time»
- Джон Паруло — фортепиано в «Don’t Waste Your Time»

## Позиции в чартах
| Год  | Чарт                | Позиция |
| ---- | ------------------- | ------- |
| 1995 | German Albums Chart | 31      |
| 1995 | Sverigetopplistan   | 36      |